# Balatonőszöd
Balatonőszöd è un comune dell'Ungheria di 574 abitanti (dati 2005) situata nella contea di Somogy, nell'Ungheria centro-occidentale.